# Fritz Fürst
Fritz Fürst (München,  1891. július 3. – 1954. június 8.) válogatott német labdarúgó.

## Pályafutása
Pályafutása során középcsatár poszton játszott. Juniorként az FC Bavaria 1899 München és Münchener Turnerschaft csapatában játszott. Felnőtt pályafutása csupán 5 évig tartott: 1909 és 1914 között az FC Bayern Münchenben játszott. A német válogatottban egy alkalommal lépett pályára, az 1913. május 18-án Freiburg im Breisgauban a svájci válogatott ellen 1-2-re elveszett barátságos mérkőzésen.